# Guido Martinotti
Guido Martinotti (Milano, 18 gennaio 1938 – Parigi, 5 dicembre 2012) è stato un sociologo italiano.

## Biografia
Tra i fondatori dell'Università degli Studi di Milano-Bicocca ed esponente riconosciuto a livello internazionale della corrente della sociologia urbana, si è laureato nel 1960 in Giurisprudenza presso l’Università Statale di Milano, con una tesi intitolata “Interpretazioni sociologiche del Fascismo”. Si è formato negli Stati Uniti alla Columbia University e alla Università della California - Berkeley, per tornare in Italia nel 1973 dove ha insegnato in varie università, tra le quali il Politecnico di Milano, l'Università degli Studi di Torino, dove fu anche Preside di Facoltà, l'Università degli Studi di Pavia e l'Università degli Studi Federico II di Napoli. Presso l'Università di Milano Bicocca ha insegnato come professore ordinario dal 1999 al 2005, fondandone il Dipartimento di Sociologia; l'Università l'ha ricordato con un evento internazionale nel 2013, e Francesca Zajczyk, Enzo Mingione e Roberto Moscati, colleghi di Martinotti nel dipartimento di Sociologia e Ricerca Sociale, lo hanno definito "uno dei più grandi sociologi urbani contemporanei".
Visiting professor nelle Università di California a Santa Barbara e nella New York University, è stato membro autorevole di associazioni scientifiche nazionali e internazionali: ha contribuito anche alla fondazione e della direzione dell’Associazione Italiana di Sociologia, dell’International Federation of Data Organizations e dell’European Consortium for Sociological Reseach. Ha pubblicato svariati lavori scientifici, tra i quali Metropoli e sottocomunità (1966), Città e analisi sociologica (1967), Education in a changing society (1978), L'informatica nelle regioni italiane e straniere (1979), La città difficile (1982), Metropoli, la nuova morfologia sociale della città" (1993).
Nell'autunno 1996 fu chiamato dal Ministero dell'università e della ricerca a coordinare un gruppo di lavoro con lo scopo di analizzare lo stato dell'alta istruzione italiana e trarne proposte per l'ammodernamento e l'innovazione, con particolare riferimento alla necessità di europeizzazione del sistema formativo italiano. Da tale gruppo di lavoro, nell'ottobre 1997, scaturì un documento denominato "bozza Martinotti", che sarà la base delle successive riforme dell'Università italiana.
Si è spento a 74 anni per un malore improvviso mentre si trovava a Parigi con la moglie Eva Cantarella. È stato poi cremato presso il cimitero di Père-Lachaise.
Venerdì 12 aprile 2013 presso l'Università degli Studi di Milano-Bicocca si è tenuta una giornata in suo ricordo, durante la quale è stato intitolato a suo nome l'auditorium.